# Shaykhisme

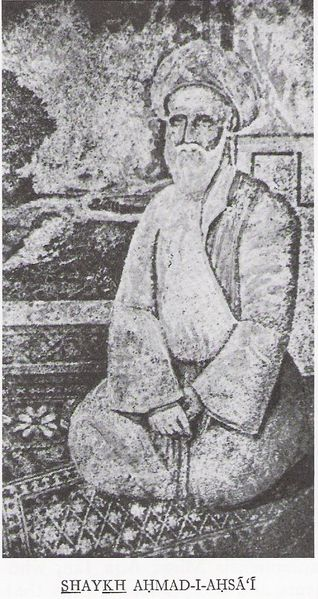
Sheïkh Ahmad al-Ahsā'ī, fondateur de l'école shaykhie

Cette page contient des caractères spéciaux ou non latins. S’ils s’affichent mal (▯, ?, etc.), consultez la page d’aide Unicode.
L'école shaykhie est, après l'école d'Ispahan, la plus importante école philosophique et spirituelle du chiisme duodécimain. Il ne s'agit pas d'un madhab comme le jafarisme. Elle fut fondée par Sheïkh Ahmad al-Ahsā'ī (en) (1753-1826). 
Considérant que certains éléments de la tradition chiite s'étaient perdus au cours du temps ou avaient subi des altérations d'origine sunnite pour des raisons qui relèvent du cycle de l'occultation propre à l'historiosophie chiite, la volonté du Shaykh Ahmad était de restaurer cette tradition dans son intégrité et dans son intégralité.
Pour l'école shaykhie, la base de la tradition est la certitude plutôt que la conjecture. C'est pourquoi ils rejettent la jurisprudence des juristes et les spéculations oiseuses des philosophes pour se recentrer sur le Coran, les hadîths du prophète et des imams. Mais, comme la démarche de cette pensée est avant tout guidée par une herméneutique spirituelle du Livre Saint, un nouveau sens peut toujours apparaître et féconder la vitalité d'une tradition en perpétuelle renaissance.
Dans le shaykhisme, le recentrage sur la figure de l'imam et spécialement de l'imam caché permet de distinguer nettement l'école d'Ispahan et l'école shaykhie. Dans l'école d'Ispahan, la démarche est dialectique et repose sur un avicennisme sohrawardien. Dans l'école shaykhie, la démarche repose essentiellement  sur l'herméneutique des paroles et traditions des Saints Imams. Si leurs conclusions se rejoignent souvent, on ne peut pas dire que l'une soit le prolongement de l'autre.

## Les maîtres de l'école

### Shaykh AhmadAhsâi
Né à Bahreïn à la fin du XVIIIe siècle, il paraît sur la scène de l'ésotérisme au milieu du siècle suivant comme un homme accompli. On ne lui connait pas d'initiateur ni de maître : il aurait reçu tout son enseignement d'un guide spirituel intérieur.

### Les successeurs de Shaykh Ahmad
1. Sayyed Kazem Reshtî (1798-1843)
2. Shaykh Hajj Mohammad Karim-Khan Kermani (1809-1870). Il est parfois considéré comme l'inventeur du quatrième pilier. S'il ne fait aucun doute que le principe du quatrième pilier a été enseigné par ses prédécesseurs immédiats et bien au-delà (par exemple par Nasir Tusi), Moh. Karim-Khan a particulièrement développé son enseignement sur ce point. Appartenant à la dynastie régnante, il était l'ennemi juré des partisans du Bab et de Baha'u'llah, qui s'étaient présentés comme les héritiers de Shaykh Amad et Seyyed Reshti en tant qu'accomplissant leurs attentes eschatologiques.
3. Shaykh Hajj Mohammad Khan Kermani (1846-1906), fils du précédent. Collaborateur de son père, il élaboré avec lui la somme des akhbar Fals al kitab. En proie à de véritables persécutions de la part de ses détracteurs, il voulait s'établir à Téhéran avec sa famille, mais en fut détourné par une délégation solennelle de notables qui le priaient de rester à Kerman. Son œuvre est considérable. Elle comprend 204 titres, 65 en persan, 20 imprimés seulement.
4. Shaykh Hajj Zaynol Abidin-Khan Kermani (1859-1942), frère du précédent qui l'initia aux sciences islamiques. Une véritable amitié spirituelle les lia toute leur existence. À part quelques pèlerinages aux lieux saints de l'Islam, il passa toute son existence à enseigner et prêcher à la mosquée. Il déplorait fortement que, sous le prétexte de la religion, ne soit le plus souvent poursuivies que des intentions profanes et politiques. Auteur de 153 œuvres, la moitié en persan. 25 seulement ont été imprimées.
5. Shaykh Abul Qasim-Khan Ebrahimi, dit Sarka Aga (1896-1969), fils du précédent. Dans ses nombreux ouvrages, il tente de répondre aux questions d'actualité qui se posent à la foi chiite. À propos de la réunification de l'Islam et des musulmans, il se montre hostile à l'œcuménisme qui risquerait de réduire le chiisme à un cinquième rite, à côté des quatre rites sunnites. Dans toutes ses questions, la perspective intérioriste lui permet d'échapper à un apparent conservatisme et de hausser les questions juridiques, comme celle des différentes formes d'autorité à l'intérieur de l'Islam, au plan de leur signification spirituelle.
6. Abdol Reza Khan Ebrahimi, fils du précédent. Sixième successeur de Shaykh Ahmad depuis 1969.

Selon Henry Corbin, « l'ensemble des œuvres des maîtres telles quelles sont conservées à Kerman, représente un millier de titres ; à peine la moitié a pu en être publiée jusqu'ici ».

## La doctrine
La doctrine shaykhie est une théosophie complexe reposant sur 4 Piliers (Rokn).

### Premier Pilier
Le premier pilier est la doctrine du Tawhid, l'unité de Dieu. Le tawhid shaykhi est une théologie apophatique radicale reposant sur l'équivocité de l'être créé et de l'être incréé, l'Absolu étant lui-même du côté créé.

### Second Pilier
Le second pilier concerne la prophétologie. Il a pour objet la connaissance de la mission prophétique en général et en particulier celle de Mohamed, le dernier prophète.

### Troisième Pilier
Le troisième pilier est relatif à l'imamologie. Son objet est la connaissance de Fatima et des 12 imams. Selon Henry Corbin, l'imamologie est la clef de voûte de l'édifice.

### Quatrième Pilier
Il a de tout temps existé, et il existera toujours un homme appelé la Porte (Le Bab). Il est l'Imam de son temps et l'héritier détenteur du sens caché spirituel des textes sacrés. Il est la porte qui fait entrer dans le Jardin de la gnose ou "terre promise", l'équivalent du Dâ'î ismaélien.

## Shaykhisme et babisme
Sayyid ʿAlī Muḥammad Šīrāzī, qui eut quelques contacts avec l'école shaykhie, s'est présenté devant certains étudiants comme étant le promis, l'Imam al-Midhi, al-Qa'im, etc. Voir à cet effet les articles Bāb, babisme, Baha'u'llah, baha'isme, Subh-i Azal, etc.